# 続通志
『続通志』（ぞくつうし）は、清の嵆璜・劉墉らが編集し、紀昀らが校訂した中国の政書（典章制度の解説書）である。「十通」の1つであり、乾隆50年（1785年）に完成した。全640巻。
編集方針は通志を踏襲しているが、通典でいう「世家」と「年譜」が無い。書中の紀伝は唐初から元末までの間であり、二十略（詳しくは通志参照）は五代から明末まで記載されている。特に通志で漏れがあった唐時代の記事が補充されている。